# Лохиоя
Лохиоя (устар. Лохьян-оя) — река в России, протекает по Питкярантскому району Карелии. Исток — озеро Лохъянлампи юго-восточнее деревни Орусъярви. Устье реки находится в 21 км по правому берегу реки Эняйоки. Длина реки составляет 13 км.
Притоки (от устья к истоку):
- Судимусоя (правый, из озера Судимусъярви)
- Минкуноя (правый)
- Муртооя (левый, из озера Муртоярви)

## Данные водного реестра
По данным государственного водного реестра России относится к Балтийскому бассейновому округу, водохозяйственный участок реки — Водные объекты бассейна озера Ладожское без рек Волхов, Свирь и Сясь, речной подбассейн реки — Нева и реки бассейна Ладожского озера (без подбассейна Свирь и Волхов, российская часть бассейнов). Относится к речному бассейну реки Нева (включая бассейны рек Онежского и Ладожского озера).
Код объекта в государственном водном реестре — 01040300212102000011532.